# Rama II
Buddha Loet La Nabhalai (Ratchaburi, 26 februari 1768 - Bangkok, 21 juli 1824), beter bekend als Rama II, was de 2e koning (rama) van de Chakri-dynastie in Thailand. Rama II regeerde van 1809 tot 1824.
Zijn volledige naam was Brhat Pada Somdetch Brhat Parama Rajabunsajid Maheswara Sundhana Trajsavida Kajadisara Maheswamindra Sajamaraj Satindra Varudama Parama Chakrapatiraj Biladsada Adirajadhiraj Paramanada Bupati Brhat Buddhalid Lanapalaya.

## Jeugd
Rama II werd geboren als zoon van koning Rama I en volgde zijn vader tijdens diens militaire campagnes onder koning Phaya Taksin. Hij was zestien jaar oud toen zijn vader gekroond werd en kreeg toen onmiddellijk de rang van Somdetch Chao Fa (kroonprins) en de naam Isarasundorn. Hij werd aangewezen als Maha Uparaja (onderkoning) door zijn vader in 1806; hij was de enige Maha Uparaja die uiteindelijk koning werd tijdens de Chakri-dynastie.

## Koning
Rama II werd op 42-jarige leeftijd gekroond in 1809. Tijdens zijn regeerperiode consolideerde Siam zich en begon men met de gewoonte om prinsen aan te wijzen om de diverse ministeries en gebiedsdelen te leiden.
De regeerperiode van Rama II wordt het meest herinnerd omdat de koning zelf een artiest, schrijver en componist was. Deze kunsten beleefden dan ook een bloeiperiode in deze jaren. Vele belangrijke stukken uit de Thaise literatuur worden in deze periode geschreven.

## Opvolging
Rama II stierf in 1824 op 58-jarige leeftijd en hij werd opgevolgd door Rama III de zoon van een van zijn 'mindere' vrouwen. De beoogde troonopvolger, de latere koning Rama IV, zat op dat moment in het klooster.